# ديوان البلاط السلطاني
ديوان البلاط السلطاني، جهاز حكومي عماني، يعد حلقة الوصل بين سلطان عمان والعديد من الأجهزة والمديريات العمانية، وتُناط بهِ أعمال المراسم السلطانية. يرأس الديوان منذ 15 مارس 2011، خالد بن هلال البوسعيدي، وهو موظف حكومي برتبة وزير يُعين بمرسوم سلطاني.